# Lex Schwarzenberg
Als Lex Schwarzenberg wird das am 10. Juli 1947 vom Tschechoslowakischen Parlament erlassene Gesetz 143/1947 bezeichnet. Es legalisierte die Enteignung der Besitztümer der Primogenitur des Hauses Schwarzenberg in der Tschechoslowakei.

## Hintergrund
Die ersten, relativ unbedeutenden Schwarzenbergschen Besitzungen gehen auf das 15. Jahrhundert zurück. Die Familie Schwarzenberg besaß seit dem 17. Jahrhundert Ländereien, Teiche, Industrie, Immobilien, Sammlungen und Archivalien auf dem Gebiet der späteren Tschechoslowakei. Obwohl die Familie auch Besitzungen in Franken und Österreich hatte, war ihr wirtschaftliches und soziales Zentrum während fast 300 Jahren eindeutig das Königreich Böhmen, seit 1918 die Tschechoslowakische Republik. Während dieser Zeit trug die Tätigkeit der Familie erheblich zum wirtschaftlichen (beispielsweise durch den Bau des Schwarzenbergschen Schwemmkanals), sozialen und kulturellen Aufstieg Südböhmens bei.
Der letzte legitime Eigentümer der Schwarzenbergschen Primogeniturbesitzungen in der damaligen Tschechoslowakei war Adolph Schwarzenberg. Da er kompromissloser Gegner des Hitler-Regimes war, wurde sein gesamter im sogenannten Reichsgebiet gelegener Besitz 1940 auf persönlichen Befehl Heinrich Himmlers durch die Gestapo enteignet. Adolph Schwarzenberg floh mit seiner Frau Hilda, geborene Luxembourg, in die USA. Sein Adoptivsohn und Generalbevollmächtigter Heinrich Schwarzenberg hingegen wurde festgenommen und in diversen Gefängnissen sowie dem Konzentrationslager Buchenwald inhaftiert.
Ab Ende des 18. Jahrhunderts bildeten sich zwei Linien des Hauses Schwarzenberg, das sogenannte Erste Majorat (auch Primogenitur genannt) mit dem Reichsfürsten Joseph II. als erstem Majoratsherrn, sowie das Zweite Majorat (auch Sekundogenitur) seines jüngeren Bruders Karl I. Philipp, der 1804 ebenfalls einen erblichen Fürstentitel erhielt. Da die Primogeniturlinie nach Heinrich keine männlichen Nachkommen hatte, adoptierte dieser den Erben der Sekundogenitur, Karel Schwarzenberg, wodurch die beiden Majorate 1979 wieder vereint wurden.

### Anwendung
Als Gegner des Nationalsozialismus und tschechischer Staatsbürger hat Adolf Schwarzenberg nicht den Beneš-Dekreten unterlegen. Die Besitztümer der Primogeniturlinie wurden durch ein 1947 eigens erlassenes Gesetz, die Lex Schwarzenberg, enteignet und gingen in das Eigentum des Landes Böhmen über. Die Besitztümer der Sekundogenitur wurden nicht durch dieses Gesetz enteignet, sondern im Zuge der allgemeinen Enteignung des Großgrund- und Industriebesitzes 1947/48.